# 白井良明 (音楽家)
白井 良明（しらい りょうめい）、1954年2月27日 - ）は、日本の男性音楽家。ムーンライダーズのギタリスト、シンガーソングライター、音楽プロデューサー。本名同じ（読みは「しらい よしあき」）、活動初期には「よしあき」の読みでクレジットされていたこともあった。
東京都墨田区出身。ソニー・ミュージックアーティスツ所属。

## 来歴・人物
東京都墨田区向島で生まれ育つ。東京都立小松川高等学校卒業。
立教大学卒業。同大学の音楽サークル「OPUS」に所属し、同サークルの先輩にムーンライダーズの岡田徹、武川雅寛がいる。
斉藤哲夫との活動を主にし、斉藤のツアーやレコーディングにおいてバッキングを行う。伊藤ヨタロウらの「ホットランディング」を経て、椎名和夫の脱退により入れ替わる形で、1977年にムーンライダーズへ加入。鈴木慶一をして「彼の明るさと勢いがムーンライダーズを変えた」と言わしめるほど、目立ちたがりでやんちゃなステージングと尖ったギターサウンドで、ムーンライダーズの人気上昇に貢献した。
1982年、沢田研二のアルバム『ミスキャスト』に編曲家として参加。これをきっかけに編曲家、音楽プロデューサーとしての活動を積極的に行うようになる。
ムーンライダーズのメンバーと別ユニットも組み、鈴木博文・かしぶち哲郎との「アートポート」、武川雅寛との「ガカンとリョウメイ」名義でもアルバムをリリースしている。
ソロでの活動も行い、1988年に初のソロ・アルバム『CITY OF LOVE』を発表。以降は音楽ユニットも含め、多くのアルバムを発表している。演奏では「ギタギドラ」という独自の楽器を用いることもある。

## ディスコグラフィ

### ソロ作品
- CITY OF LOVE（1988年）
- カオスでいこう（1992年）
- SURF TRIP（1995年）
- PORTRAIT OF A LEGEND 1972～2012（2012年）
- Face To Guitars（2014年）
- for instance（2017年）

### ガカンとリョウメイ
- 東海道五次（2001年）
- EFFECTS OF TIME（2013年）

### その他
- guitapoera（2000年）- さいとういんことの音楽ユニット

## 映画音楽
- アイデン&ティティ（2003年）大友良英、遠藤賢司と共作
- オペレッタ狸御殿（2005年）大島ミチルと共作
- タナカヒロシのすべて（2005年）
- 20世紀少年（2008年）長谷部徹、Audio Highs、浦沢直樹と共作
- 20世紀少年 第2章 最後の希望（2009年）長谷部徹、Audio Highs、浦沢直樹と共作
- 20世紀少年 最終章 ぼくらの旗（2009年）長谷部徹、Audio Highs、浦沢直樹と共作
- KING GAME（2009年）
- 聖☆おにいさん（2013年）鈴木慶一と共作

## プロデュース
アルバムをプロデュース、アレンジしたアーティスト
- 泉谷しげる
- 小川美潮
- CASCADE
- 加藤登紀子
- 関ジャニ∞
- GO-BANG'S
- 小泉今日子
  - 『優しい雨』
  - 『月ひとしずく』
- 近藤真彦
- 斉藤哲夫
- 中川勝彦
- Something ELse
- 沢田研二
  - 1997年から2009年までサウンドプロデュース。シングル『6番目のユ・ウ・ウ・ツ』など。
- ショコラータ
- すかんち
- スピッツ
- シャ乱Q
- ZELDA
  - セカンドアルバム『CARNAVAL』、サードアルバム『空色帽子の日』をプロデュース。
- 田中有紀美
- THE 東南西北
- TOKIO
- 浜田省吾
- 藤真利子
- BaBe
- BEGIN
- the PILLOWS
- 堀ちえみ
- 松尾清憲
- おかげ様ブラザーズ
- ガラパゴス
- Cotton
- 大阪パフォーマンスドール
- 佐伯りき

ほか多数

## 出演
- 寺内ヘンドリックス - ギター番長役
- 魔弾戦記リュウケンドー - 御厨博士役
- オペレッタ狸御殿 - 狸楽団団長役

テレビ出演
- FOLK&ROCK ALIVE - 『歌謡ポップスチャンネル』MC